# Order Zasługi Rolniczej (Francja)
Order Zasługi Rolniczej (franc. Ordre du Mérite Agricole) – francuskie najstarsze odznaczenie resortowe (ministerialne).

## Historia
Ustanowione zostało 7 lipca 1883 przez prezydenta Julesa Grévy'ego, z inicjatywy ministra Julesa Mélinee'a, w celu wyróżnienia wybitnych zasług w dziedzinie rolnictwa.
Początkowo order posiadał tylko jedną klasę Kawalera (Chevalier), 18 czerwca 1887 dodano jako wyższą klasę Oficera (Officier), a 3 sierpnia 1900 uzupełniono o najwyższą klasę Komandora (Commandeur).
Przy nadaniach obowiązuje granica wieku (min. 30 lat) i roczne limity odznaczonych:
- 60 Komandorów,
- 600 Oficerów,
- 2400 Kawalerów[4].

Od 9 kwietnia 1895 Oficerowie Orderu Legii Honorowej mieli w przypadku odznaczenia Orderem Zasługi Rolniczej prawo do otrzymania go od razu w klasie oficerskiej. Od 27 lipca 1896 order posiadał swoją kapitułę orderową.
Łącznie nadano prawie 405 tys. orderów. W 2000 roku żyjących odznaczonych obliczono na niemal 30 tys.
Order ominęła likwidacja większości odznaczeń resortowych jaka miała miejsca 6 grudnia 1963 r. Wycofane ordery zastąpił nowo powstały Order Zasługi. Pozostałymi pozostawionymi odznaczeniami ministerialnymi są Order Palm Akademickich, Order Zasługi Morskiej oraz Order Sztuki i Literatury. Order Zasługi Rolniczej w kolejności starszeństwa znajduje się na 10 miejscu, pomiędzy dwoma pierwszymi z wymienionych.

## Wygląd
Odznaka orderowa ma kształt sześcioramiennej gwiazdy o średnicy 40 mm w II i III klasie lub 60 mm w I klasie. Ramiona gwiazdy są emaliowane na biało. Pod nimi położono wieniec pszeniczno-kukurydziany. Wewnątrz znajduje się okrągły, pozłacany medalion identyczny na awersie z tym, który umieszczono na odznakach Legii Honorowej (z profilem Marianny, otoczony pierścieniem z ciemnoniebieską emalią, z pozłacanym napisem : „RÉPUBLIQUE FRANÇAISE”). Na rewersie medalionu znajduje się napis w trzech rzędach „MÉRITE / AGRICOLE /1883, a ciemnoniebieski pierścieniem jest gładki. Odznaka wieszana jest na zawieszce w kształcie wieńca winno-oliwnego dla pierwszych dwóch klas, a w przypadku III klasy jest mocowana do wstęgi za pomocą kółeczka. Wstęga orderowa jest ciemnozielona z czerwonymi paskami wzdłuż obu krawędzi. Na ubraniach cywilnych (np. w butonierce garniturowej) można markować order za pomocą wstążeczki (kawalerowie), samodzielnej okrągłej rozetki (oficerowie) lub rozetki na srebrnym galoniku (komandorowie).